# Batalla d'Almansa
La batalla d'Almansa tingué lloc el 25 d'abril del 1707 en el context de la Guerra de Successió Espanyola. Les tropes de Felip V (net de Lluís XIV de França) derrotaren les de l'arxiduc Carles d'Àustria, cosa que comportà que Castella ocupés el Regne de València per dret de conquesta; aquest perdé, així, tots els furs concedits fins aleshores i li foren imposats els Decrets de Nova Planta. Les tropes de Felip V foren comandades pel duc de Berwick i les austriacistes pel Comte de Galway i el Marquès de les Mines.
Al País Valencià, avui dia encara perdura la dita Quan el mal ve d'Almansa, a tots alcança, rememorant aquesta derrota. Altres dites com ara "De ponent, ni vent ni gent, ni casament" hi poden estar relacionades, encara que el seu origen siga diferent a la derrota d'Almansa.

## Antecedents
Preveient la mort de Carles II de Castella sense descendència, les principals potències europees van proposar un príncep elector de Baviera, amb el consegüent repartiment de possessions entre aquestes potències. Però Carles II mor i en el seu darrer testament ha proposat Felip d'Anjou. Felip entra a Barcelona el 2 d'octubre i les Corts finalment es tanquen el 14 de gener de 1702 amb el jurament de les constitucions catalanes pel Rei. Els aliats proposen l'Arxiduc Carles i comencen les hostilitats.
Pres Gibraltar pels britànics, l'agost del 1705 l'arxiduc embarca a Lisboa en direcció al Mediterrani. S'atura a Altea on és proclamat Rei, i la revolta valenciana dels maulets es propaga liderada per Joan Baptista Basset. Mentrestant, i esperonats constantment pel príncep Jordi de Hessen-Darmstadt, escamots armats barren el pas als borbònics a la plana de Vic i en la Batalla de Montjuïc capturen la fortalesa, que seria fortificada i usada per bombardejar la ciutat de Barcelona. Aquesta, envoltada de les tropes aliades de Lord Peterborough, va capitular el 9 d'octubre de 1705, de manera que el 22 d'octubre entra a Barcelona l'Arxiduc Carles, el qual el 7 de novembre de 1705 jura les constitucions catalanes i adopta el nom de Carles III. Lord Peterborough avança cap a València i a finals d'any l'arxiduc ja controla la major part de Catalunya i el Regne de València
Mentrestant els borbònics es reorganitzen i el seu exèrcit avança des de Lleida, Girona i pel mar en direcció a Barcelona. Felip V havia perdut els territoris de les Províncies Unides, Milà i el Regne de Nàpols. Tot i això, els filipistes rebien reforços castellans i les tropes comandades pel Duc de Berwick, i forcen l'exèrcit austriacista a abandonar Madrid i a refugiar-se al País Valencià. L'exèrcit aliat es va retirant fustigat per l'exèrcit borbònic, i finalment decideixen plantar cara i formen davant d'Almansa.

## Batalla
Les unitats dels combatents són els batallons d'infanteria (400 homes) i els esquadrons de cavalleria (100 cavallers), que s'agrupen en regiments i en brigades. Els dos exèrcits es despleguen cara a cara al llarg de 6,5 km, on els aliats alineen 42 batallons d'infanteria i 60 esquadrons de cavalleria, enfront dels 50 batallons i 81 esquadrons de cavalleria dels franco-espanyols, ambdós en dues línies files de profunditat.
La batalla s'inicia a les 15 hores, amb el foc de l'artilleria. Les tropes aliades, cansades, en inferioritat numèrica i mal dirigides, es trenquen entre el centre i el flanc dret amb els embats de la cavalleria francesa, mentre en el flanc esquerre la superioritat numèrica de la cavalleria francesa també determina la fugida de les tropes aliades. El flanc central durant els primers moments de la batalla infligeix moltes baixes, però acaba fugint una vegada perduts els flancs esquerre i separat del flanc dret, que es va rendir a les 17 hores.

## Conseqüències
El Regiment d'Infanteria Ciutat de València, que es trobava de guarnició a Requena va caure presoner el 2 de maig de 1707.
La victòria filipista a Almansa significà un gran pas en la consolidació de la dominació d'Espanya pels Borbons. Amb el principal exèrcit proHabsburg a la península, el duc d'Anjou va guanyar la iniciativa i James Fitz-James Stuart es va dirigir cap a l'Ebre mentre François Bidal d'Asfeld va rebre l'encàrrec de capturar les viles del sud del Regne de València. A partir de llavors, només Catalunya i les Illes continuarien fidels a Arxiduc Carles, car els anglesos i el mateix Arxiduc, el qual havia heretat l'Imperi a la mort del seu germà Josep I, es van desinteressar del conflicte i van firmar el Tractat d'Utrecht el 1713. La guerra s'allargaria fins al 1715 amb la rendició de les Pitiüses.
Finalitzada la guerra, el monarca va emprendre una profunda reforma administrativa de l'Estat de caràcter centralista, les línies més significatives de la qual van ser l'enfortiment del Consell de Castella i el 1716 el Decret de Nova Planta a la Corona d'Aragó, pel qual dissolia les seues principals institucions i reduïa al mínim (o més aviat eliminava) la seva autonomia.
La Batalla d'Almansa va suposar un punt important a la història. Successos posteriors com la cremada de la ciutat de Xàtiva i posterior canvi de nom pel de San Felip, van distanciar encara més al poble dels territoris de la Corona d'Aragó dels Borbons i dels seus partidaris amb lluites a ciutats com Alcoi, Dénia o Alacant.